# São Pedro (Trancoso)
São Pedro (llamada oficialmente Trancoso (São Pedro)) era una freguesia portuguesa del municipio de Trancoso, distrito de Guarda.

## Historia
Fue suprimida el 28 de enero de 2013, en aplicación de una resolución de la Asamblea de la República portuguesa promulgada el 16 de enero de 2013 al unirse con las freguesias de Souto Maior y Santa Maria, formando la nueva freguesia de Trancoso (São Pedro e Santa Maria) e Souto Maior.